# John Kearsley Mitchell
John Kearsley Mitchell (ur. 12 maja 1798 w Shepherdstown w Jefferson County w stanie Wirginia, zm. 4 kwietnia 1858 w Filadelfii) – amerykański lekarz i poeta. 
Pochodził z rodziny o tradycjach medycznych. Studiował medycynę na University of Pennsylvania. Dyplom uzyskał w 1819. Karierę lekarza rozpoczął jako chirurg okrętowy. Był aktywny w zwalczaniu epidemii gruźlicy. Ożenił się z Sarą (Sarah) Matildą Henry (Mitchell) (1800-1872). 
Syn Johna Kearsleya Mitchella, Silas Weir Mitchell, przekazał anegdotę, że ojciec pożyczał na wieczne nieoddanie pieniądze Edgarowi Allanowi Poe.